# Maxie Esho
Maxie Esho, né le 28 février 1991 à Upper Marlboro au Maryland, est un joueur américain de basket-ball.